# Hermann Schaefer (Mathematiker)
Hermann Julius Schaefer (* 16. Juni 1907 in Elberfeld; † 7. November 1969 in Braunschweig) war ein deutscher Angewandter Mathematiker, Ingenieurwissenschaftler und Hochschullehrer für Technische Mechanik.

## Leben und Werk
Der Sohn eines Kaufmanns besuchte das Hindenburg-Realgymnasium in Elberfeld. Anschließend war er im Jahre 1925 als Maschinenbauvolontär bei der AG Weser Werft Bremen tätig, bevor er Schiffsmaschinenbau an der TH Danzig und anschließend bis 1932 Mathematik an der TH Hannover studierte, wo Georg Prange zu seinen Lehrern zählte. Nach dem Diplom folgten 1932/33 Assistenztätigkeiten bei Horst von Sanden in Hannover und 1933/34 bei Max Winkelmann in Jena. Schaefer wurde 1934 mit der Arbeit Beitrag zur Berechnung des kleinsten Eigenwertes eindimensionaler Eigenwertprobleme zum Dr.-Ing. promoviert. Einer Assistenztätigkeit bei Otto Flachsbart in Hannover schloss sich 1936 eine Anstellung als berechnender Ingenieur im Flugzeugbau an. Schaefer habilitierte sich 1939 an der TH Hannover. Er war seit 1938 Dozent an der TH Braunschweig, wo er 1941 zum ordentlichen Professor und Leiter des Instituts für Technische Mechanik ernannt wurde. Zu seinen Arbeitsgebieten zählten Quantenmechanik, Kontinuumsmechanik sowie Schwingungs- und Eigenwertprobleme.
Im Jahre 1947 begründete Schaefer gemeinsam mit Otto Flachsbart, Professor für Mechanik an der TH Hannover, das Norddeutsche Mechanikkolloquium. Er befasste sich bereits seit Ende der fünfziger Jahre mit für Rechner geeigneten Verfahren zur Lösung technischer Probleme und deren Programmierung. Von 1965 bis zu seinem Tod war er Generalsekretär der Braunschweigischen Wissenschaftlichen Gesellschaft. Schaefer war Mitbegründer des seit 1968 bestehenden Internationalen Mechanik-Zentrums (CISM) in Udine.
Zu seinen Doktoranden gehört Sigurd Falk.

## Schriften (Auswahl)
- Beitrag zur Berechnung des kleinsten Eigenwertes eindimensionaler Eigenwertprobleme. Technische Hochschule Hannover, 1937. OCLC 70123243.
- Das Restmoment der Torsionsschwingungen von Maschinenwellen. Abhandlungen der Braunschweigischen Wissenschaftlichen Gesellschaft Band 6, Friedr. Vieweg & Sohn, Braunschweig 1954, S. 243–254. (online, PDF)
- Die Spannungsfunktionen einer Dyname. Abhandlungen der Braunschweigischen Wissenschaftlichen Gesellschaft Band 7, Friedr. Vieweg & Sohn, Braunschweig 1955, S. 107–112. (online, PDF)
- Maxwell-Gleichungen bewegter Versetzungen im Cosserat-Kontinuum. Abhandlungen der Braunschweigischen Wissenschaftlichen Gesellschaft Band 21, Friedr. Vieweg & Sohn, Braunschweig 1961, S. 480–486. (online, PDF)